# Jade Laroche
Jade Laroche, auch Jade DeLaroche  (* 8. September 1989 in Rouen), ist eine französische DJ und ehemalige Stripperin und Pornodarstellerin.

## Leben
Jade Laroche arbeitete zunächst als Stripperin in Bordeaux. Im Alter von 19 Jahren nahm sie an dem Wettbewerb „porntour.fr“ teil. Sie wurde dem Pornoregisseur Fred Coppula vorgestellt, der ihr das Titelblatt des Magazins Chobix anbot. Sie wurde das Dorcel Girl 2010. Im Jahr 2010 war sie zudem in dem Musikvideo zum Song Other City des französischen DJ-Projekts Tom Snare zu sehen. Im gleichen Jahr wurde sie bei den Venus Awards als „Best Newcomer International“ ausgezeichnet. Zu ihren bekanntesten Filmen zählen die Titel Mademoiselle de Paris, der mit einem Budget von 185.000 EUR gedreht wurde, und Une Fille de Bonne Famille.
Im Jahr 2011 startete sie eine Karriere als DJ und verließ die Pornoindustrie.

## Filmografie
- 2009: Story of Jade, Regie: Herve Bodilis, Produktion: Marc Dorcel
- 2009: L’été de mes 19 ans (Diary Of My 19)
- 2010: Jade (Pornochic 19)
- 2010: Une mère et sa fille (Mother and Daughter)
- 2010: Mademoiselle de Paris
- 2010: Une Fille de Bonne Famille (Rich Little Bitch)
- 2011: Ma Première Orgie (My First Orgy)
- 2011: Jade Secretaire De Luxe
- 2012: Pornochic 22: Femmes Fatales
- 2012: Jade Laroche Infinity

## Auszeichnungen
- 2010: Venus Award – Best Newcomer International